# Cessez-le-feu
Pour les articles homonymes, voir Cessez le feu (homonymie).

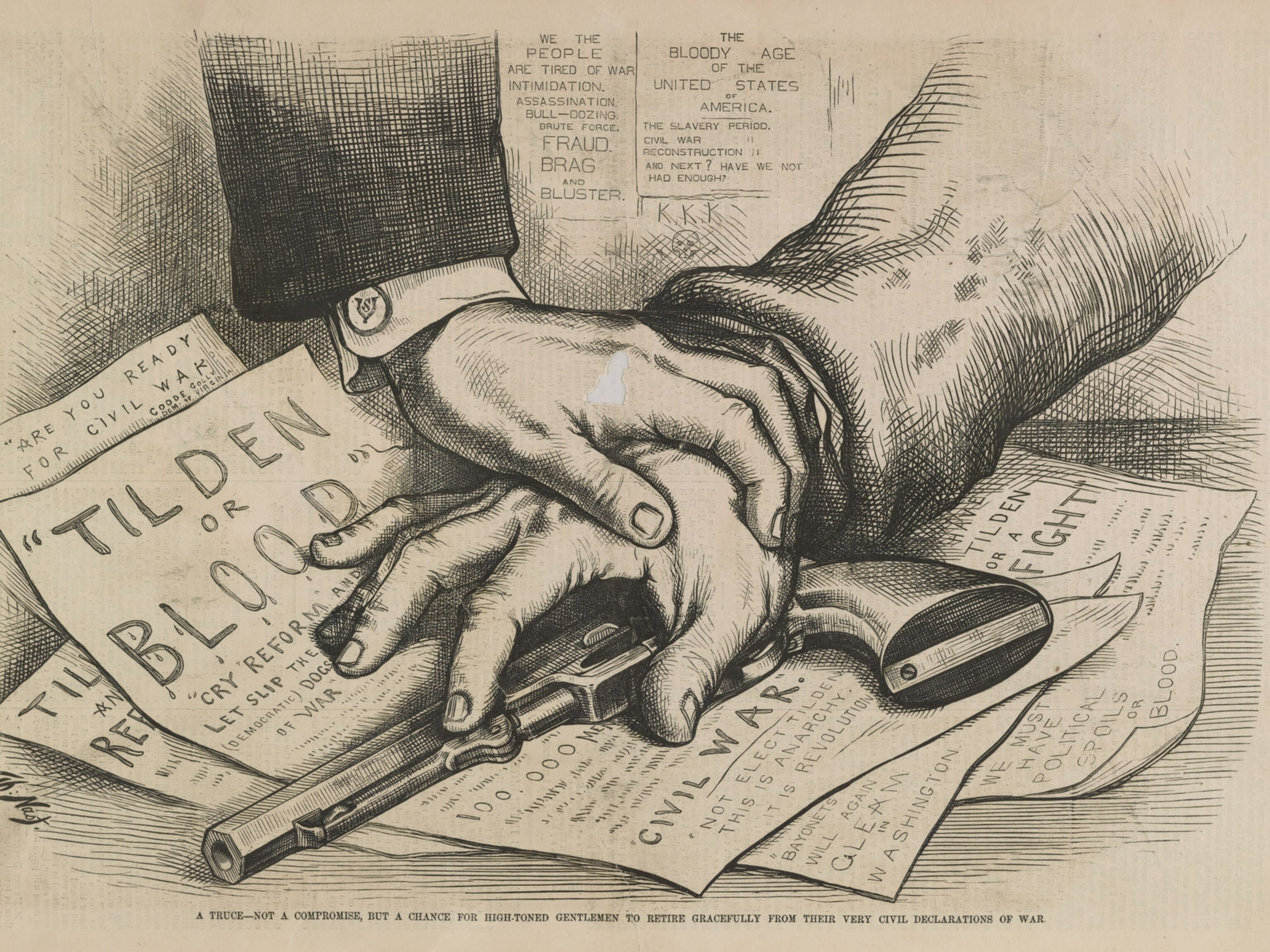
Une trêve – pas un compromis, mais une chance pour ces messieurs au ton hautain de se retirer gracieusement de leurs déclarations de guerre très civiles ; par Thomas Nast dans Harper's Weekly, 17 février 1877, p. 132.

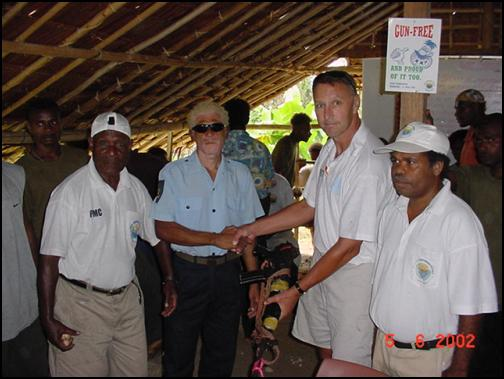
Un chef d'une milice des îles Salomon rend les armes aux forces de la Nouvelle-Zélande après un cessez-le-feu.

Un cessez-le-feu ou une trêve est l'arrêt ou la suspension des hostilités en période de guerre. Il s'agit d'un accord bilatéral, le plus souvent négocié et signé par des représentants d'au moins deux parties en conflit mais parfois d'une décision unilatérale proclamée par un des protagonistes, en particulier lorsque les négociations ne peuvent que difficilement se tenir ou en l'attente de celles-ci.

## Quelques définitions
Un cessez-le-feu est un accord, parfois facilité par un tiers, qui définit les règles et les modalités d’arrêt des combats s’appliquant aux parties au conflit. Au minimum, l'accord en question définit la portée géographique du cessez-le-feu et un calendrier de mise en place, la définition des actes prohibés qui constituent des violations de l'accord, la mise en place de mécanismes de vérification et de règlement des incidents. En outre, un accord de cessez-le-feu peut contenir un nombre de clauses relatives à la protection du personnel civil, la mise en place de mesures de détente etc.
Si un cessez-le-feu comporte parfois des éléments lies au désarmement d’un groupe, cela risque fort de compromettre les efforts de paix en cours. 
Il s’applique à une période donnée et une région donnée pour des groupes de combattants et parfois des moyens de combat donnés. Il peut s’appliquer à tout groupe d’individus, armée régulière, milice ou autre, et pour toute situation de conflit.
Toutefois, il ne peut se réaliser que si les deux parties en conflit sont bien individualisées et que leurs représentants ont autorité sur les belligérants. Cela exclut de fait certaines mouvances terroristes actuelles, beaucoup trop polymorphes pour que des négociations uniques puissent être envisagées.
Un cessez-le-feu ne signifie pas pour autant la paix, mais il permet souvent le retour temporaire à la sécurité et dure donc parfois bien plus longtemps que ce qui est prévu initialement. Les belligérants sont ainsi officiellement en conflit tant qu’un traité de paix n’a pas été signé. La situation est ainsi gelée, plutôt que résolue, et le pas à franchir pour un traité de paix peut être complexe.

## Exemples
- 24 décembre 1914 : une des premières « trêve de Noël » pendant la Première Guerre mondiale, entre Allemands et Francos-Britanniques, à l'origine du film Joyeux Noël.
- 19 mars 1962 : cessez-le-feu en Algérie, fin de huit ans de guerre d'Algérie [2].
- 27 juillet 1953 : cessez-le-feu mettant fin à la guerre de Corée ; actuellement, un traité de paix n'est toujours pas signé.
- 3 mars 1991 : cessez-le-feu mettant fin à la seconde guerre du Golfe.
- 6 septembre 1991 : cessez-le feu mettant fin à la guerre du Sahara occidental, actuellement, un traité de paix n'est toujours pas signé.
- 24 mars 2006 : cessez-le-feu « permanent » de l'ETA[3].
- 12 janvier 2012 : cessez-le-feu mettant fin au conflit armé birman[4].
- 29 août 2016 : cessez-le-feu entre les FARC et le gouvernement colombien dans le cadre du Conflit armé colombien.
- 21 mai 2021 : cessez-le-feu pour le conflit israélo-palestinien (en 2021)
- 28 juin 2021 : cessez-le-feu qui était censé mettre fin à la guerre du Tigré. Cependant, le Front de libération du peuple du Tigré (FLPT) l'a ignoré.